# گابریل مارکوس
 گابریل مارکوس (انگلیسی: Gabriel Markus؛ زاده ۳۱ مارس ۱۹۷۰) یک تنیس‌باز اهل آرژانتین است.